# Peponidium alleizettei
Peponidium alleizettei là một loài thực vật có hoa trong họ Thiến thảo. Loài này được (Dubard & Dop) Razafim., Lantz & B.Bremer mô tả khoa học đầu tiên năm 2007.